# Yoshinori Okada
Yoshinori Okada (岡田義徳, Okada Yoshinori) né le 19 mars 1977, est un acteur japonais notamment connu pour son rôle dans le film Kamikaze Girls, où il joue le gérant et fondateur de la boutique de vêtements Baby, The Star Shine Bright.

## Filmographie sélective

### Cinéma
- 1995 : Grains de sable (渚のシンドバッド, Nagisa no shindobaddo?) de Ryōsuke Hashiguchi : Shuji Ito
- 2000 : Party 7 de Katsuhito Ishii : Todohei Todohira
- 2004 : Kamikaze Girls (下妻物語, Shimotsuma monogatari?) de Tetsuya Nakashima : le propriétaire du magasin de vêtements Baby, The Stars Shine Bright
- 2009 : A Pierrot (重力ピエロ, Jūryoku Piero?) de Jun'ichi Mori (ja) : Yamauchi

### Télévision
- 1996 : Iguana no musume (イグアナの娘?) de Kazuhisa Imai (ja) : Noboru Okazaki (série télévisée)
- 2009 : Atashinchi no danshi (アタシんちの男子?, "Les Hommes de la maison") : Takeru Okura (série TV)